# Crossosoma bigelovii
Crossosoma bigelovii (лат. Crossosoma bigelovii) — растение рода Кроссосома из семейства Кроссосомовые.

## Ботаническое описание
Crossosoma bigelovii — это кустарник от 1 до 2 метров в высоту. Ветви тернистые. Листья растения от 5 до 15 мм, серо-зелёного цвета. Чашелистики цветков от 4 до 5 мм, округлые. Лепестки цветков от 9 до 12 мм, продолговатые, от белого до пурпурного цвета.

## Распространение
Вид Crossosoma bigelovii встречается в Калифорнии, а также в штатах Невада и Аризона.